# Caroline Jönsson
Caroline Jönsson (* 22. November 1977 in Lund) ist eine ehemalige schwedische Fußballtorhüterin. In ihrer Karriere spielte sie bei LdB FC Malmö und Umeå IK in der Damallsvenskan, der höchsten Liga Schwedens, sowie für die Chicago Red Stars in der US-amerikanischen Frauenprofiliga Women’s Professional Soccer. Außerdem war sie jahrelang Stammtorhüterin der schwedischen Nationalmannschaft.

## Werdegang

### Verein
Caroline Jönsson wuchs als Tochter eines Landwirts und einer Reitlehrerin im südschwedischen Sövestad auf, wo sie mit sechs Jahren mit dem Fußballspielen begann. Über den Verein Veberöds IF wechselte sie 1996 zu Malmö FF. Gleich in der ersten Saison errang sie mit ihrem Verein die erste von insgesamt sieben Vizemeisterschaften. 1997 gewann sie mit Malmö den schwedischen Pokal. 2009 wechselte sie von LdB FC Malmö in die Vereinigten Staaten zu den Chicago Red Stars, für die sie 20 Spiele absolvierte. Nach einer Saison kehrte sie nach Schweden zurück und erhielt einen Vertrag beim Erstligisten Umeå IK. Bei diesem Verein beendete sie 2013 ihre Karriere.

### Nationalmannschaft
Jönsson debütierte 1999 in der schwedischen Nationalmannschaft. 2001 wurde sie Vizeeuropameisterin und zwei Jahre später Vizeweltmeisterin. Beide Male unterlag die Mannschaft Deutschland durch Golden Goal. Nach den Olympischen Spielen 2004 verlor sie ihren Stammplatz in der Nationalmannschaft vorübergehend an Hedvig Lindahl. Im Herbst 2005 erkämpfte sie sich wieder den Platz zwischen den Pfosten. 2009 trat sie aus der Nationalmannschaft zurück. Insgesamt bestritt Jönsson 80 Länderspiele.

## Erfolge
- Vizeweltmeister 2003
- Vizeeuropameister 2001
- Schwedische Pokalsiegerin 1997
- Schwedische Vizemeisterin 1996, 1997, 1998, 2000, 2001, 2002, 2004
- Beste Torhüterin Schwedens: 2003, 2006
- Football Figure Award: 2003